# Synagoga w Bytčy
Synagoga w Bytčy – synagoga znajdująca się w Bytčy na Słowacji, przy ulicy Sidónie Sakalovej. Dawniej jak i do dziś synagoga jest jednym z najbardziej charakterystycznych i oryginalnych budynków w mieście.
Synagoga została zbudowana w 1886 roku z inicjatywy barona Poppera. W czasie II wojny światowej wnętrze synagogi uległo zniszczeniu. Obecnie pozostaje opuszczona w stanie opłakanym.
Murowany budynek synagogi wzniesiono na planie litery T, w stylu neoromańsko-mauretańskim. Posiada trójczęściową fasadę, której środkowa część bardziej wysunięta do góry zakończona jest trójkątnym ryzalitem. Fasada ozdobiona jest licznymi dekoracjami plastycznymi oraz geometrycznymi. Wnętrze to trójnawowa sala główna z emporami powyżej wejścia i po obydwóch stronach sali. Zachowały się liczne polichromie i sztukaterie.

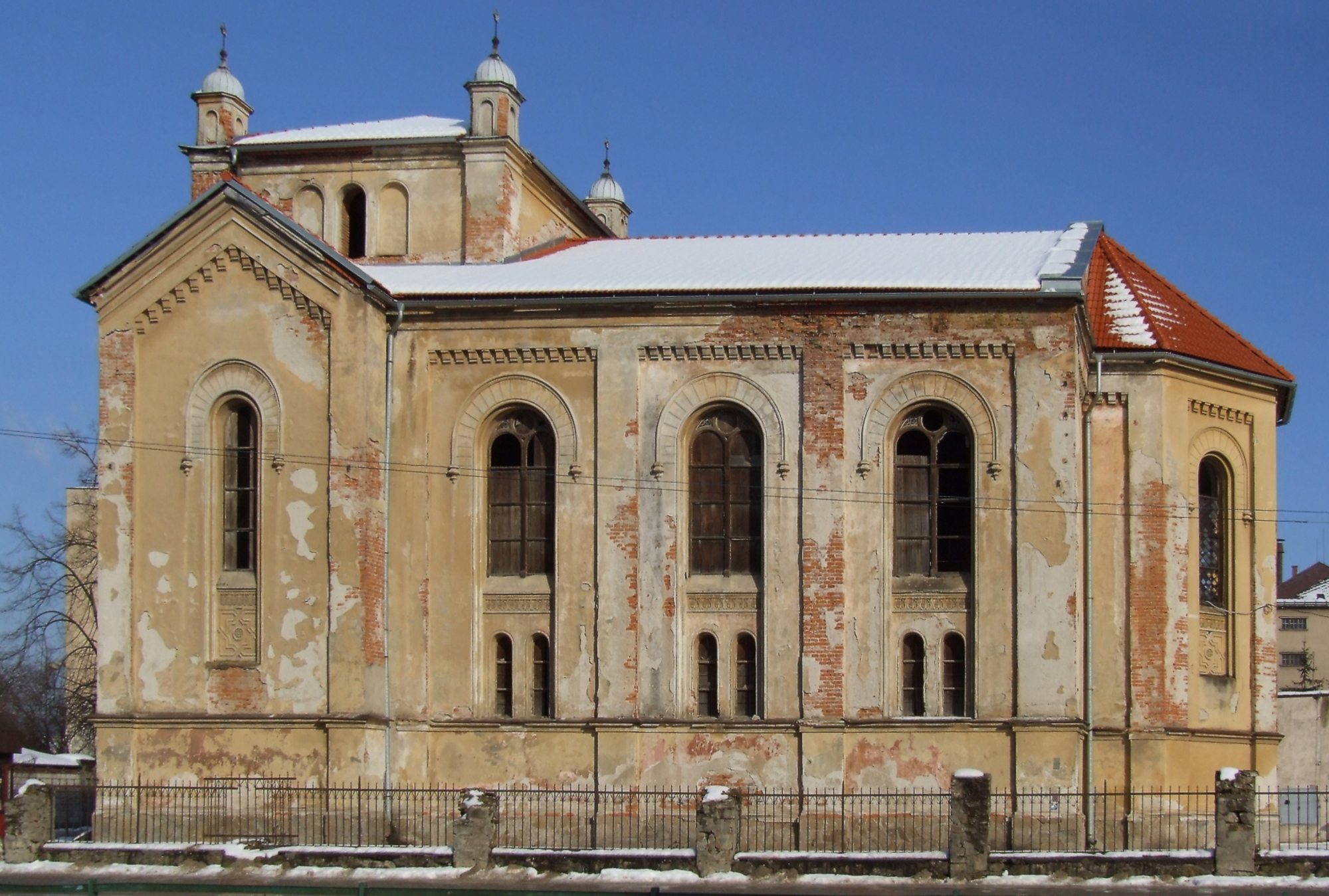
Synagoga od strony zachodniej